# Willi Bischoff
Willi Bischoff (* 9. Juli 1886 in Eisenach; † nach 1937) war ein deutscher Verleger und Verbandsfunktionär. 

## Leben
Nach dem Besuch höherer Schulen erlernte Bischoff in Sonneberg den Beruf des Buchhändlers. Danach war er bei verschiedenen Verlagen tätig. Ab 1914 nahm er als Freiwilliger am Ersten Weltkrieg teil und wurde im Juli 1915 bei Kowno schwer verwundet. Nach seiner Entlassung aus dem Heer 1917 wurde er Geschäftsführer der Täglichen Rundschau. Als Hugo Stinnes diese Zeitung 1922 kaufte, schied Bischoff aus dem Unternehmen aus und gründete den Widder-Verlag, den er später mit dem 1923 von ihm erworbenen Brunnen-Verlag (Berlin) zusammenlegte. Wegen Verächtlichmachung der Republik und Beleidigung des Reichspräsidenten Friedrich Ebert wurde Bischoff 1924 vor dem Staatsgerichtshof angeklagt, aufgrund einer Amnestie durch den neuen Reichspräsidenten Paul von Hindenburg kam es aber nicht zu einer Verurteilung. 
Bischoff trat zum 1. Mai 1930 der NSDAP bei (Mitgliedsnummer 237.377). Ab dem gleichen Jahr erschien in seinem Widder-Verlag die Programmzeitschrift Der Deutsche Sender, das Organ des rechtsgerichteten Reichsverbandes Deutscher Rundfunkteilnehmer, an dessen Gründung er beteiligt war. 1932 übernahm Bischoff auch die evangelische Rundfunkzeitschrift Der Rundfunkhörer und gründete dafür einen eigenen Verlag.
Nach 1933 wurde Bischoff Führer des Reichsverbandes Deutscher Zeitschriften-Verleger, Mitglied des Präsidialrats der Reichspressekammer und des Werberats der deutschen Wirtschaft. In seinem Verlag erschien u. a. von Januar 1936 bis Juli 1944 die Autoren-Zeitschrift der Reichsschrifttumskammer Der deutsche Schriftsteller.

„Auch beim Vertrieb von Kulturgütern darf gesundes Wirtschaften nicht vergessen werden. Nur gilt es für den Nationalsozialisten — und das sind wir Buchhändler, gleich ob Buchverleger, Sortimenter, Zeitschriftenverleger oder Verkäufer —, bei jeder wirtschaftlichen Betätigung nicht außer acht zu lassen, die Idee der Volksgemeinschaft voranzusetzen. Der Buchhandel hat die Aufgabe, der Volksgemeinschaft zu dienen.“

Am 15. November 1935 ernannte ihn Joseph Goebbels zum Mitglied des Reichskultursenats. Über sein weiteres Leben ist nichts bekannt.

## Veröffentlichungen
- Die Aufgabe der Rundfunkpresse im neuen Staat. In: Die Zeitschrift. Jahrgang 1933, Heft 4/5, S. 42–46.
- Die Stellung der Zeitschrift im Gesamtbuchhandel. In: Börsenblatt für den deutschen Buchhandel. Band 101, 1934, Nr. 98, S. 11.
- Kultur und Wirtschaft im Buchhandel. In: Adressbuch für den Berliner Buchhandel. 1938, S. III.
- Was erwartet der Verleger von seinen Autoren? In: Der deutsche Schriftsteller. Heft 11, 1937, Sammelband, S. 246.